# Вай (Монтана)
Вай (англ. Wye) — переписна місцевість (CDP) в США, в окрузі Міссула штату Монтана. Населення — 714 особи (2020).

## Географія
Вай розташований за координатами 46°57′11″ пн. ш. 114°8′4″ зх. д. / 46.95306° пн. ш. 114.13444° зх. д. (46.953116, -114.134536).  За даними Бюро перепису населення США в 2010 році переписна місцевість мала площу 8,02 км², уся площа — суходіл. В 2017 році площа становила 7,57 км², уся площа — суходіл.

## Демографія
Згідно з переписом 2010 року, у переписній місцевості мешкало 511 особа в 174 домогосподарствах у складі 133 родин. Густота населення становила 64 особи/км².  Було 183 помешкання (23/км²).
Расовий склад населення:
| - 94,3 % — білих - 3,1 % — корінних американців - 0,4 % — вихідців з тихоокеанських островів - 0,4 % — чорних або афроамериканців - 0,4 % — азіатів |

До двох чи більше рас належало 1,2 %. Частка іспаномовних становила 0,2 % від усіх жителів.
За віковим діапазоном населення розподілялося таким чином: 29,7 % — особи молодші 18 років, 64,0 % — особи у віці 18—64 років, 6,3 % — особи у віці 65 років та старші. Медіана віку мешканця становила 33,0 року. На 100 осіб жіночої статі у переписній місцевості припадало 98,8 чоловіків;  на 100 жінок у віці від 18 років та старших — 94,1 чоловіків також старших 18 років.
Середній дохід на одне домашнє господарство  становив 60 873 долари США (медіана — 51 250), а середній дохід на одну сім'ю — 68 139 доларів (медіана — 62 632). За межею бідності перебувало 23,9 % осіб, у тому числі 31,9 % дітей у віці до 18 років та 4,9 % осіб у віці 65 років та старших.
Цивільне працевлаштоване населення становило 254 особи. Основні галузі зайнятості: освіта, охорона здоров'я та соціальна допомога — 28,7 %, транспорт — 22,0 %, виробництво — 16,5 %.